# مقبرة 3
مقبرة 3 وتعرف عالميا باسم KV3، وتقع في الوادي الشرقي بوادي الملوك ببمصر، وهي مقبرة لأحد أبناء فرعون مصر رمسيس الثالث (والذي لم تحدد هويته بشكل قاطع حتى الآن) في أوائل عهد الأسرة العشرين، وهي تم اتباع تصميم «المحور المستقيم» في تشييد المقبرة وهو التصميم النمطي المتبع في تشييد مقابر الأسرة العشرين، وقد عثر على شقفة بداخل المقبرة (محفوظة الآن بالمتحف المصري ببرلين تحت رقم P.10663) ترجع للسنة الثامنة والعشرين من حكم رمسيس الثالث محفورا عليها بالهيراطيقية
| مقبرة 3 | أمر بتشييد مقبرة الأمير ابن جلالته | مقبرة 3 |

ويدل عدم استكمال بناء حجرتين داخل المقبرة بالإضافة إلى الدلائل الآثرية القليلة التي تم العثور عليها داخل المقبرة على أنها لم تستخدم على الإطلاق على الأقل من قبل هذا الأمير الذي خصصت من أجله والذي يرجح أن يكون رمسيس الرابع والذي قام بتشييد مقبرته الخاصة (مقبرة 2) بعد اعتلائه عرش مصر.
جدير بالذكر أن هذه المقبرة تعد واحدة من مقابر الأمراء القليلة المزينة بالنقوش الجدارية بوادي الملوك.

## المطبوعات
- Reeves, N & Wilkinson, R.H. The Complete Valley of the Kings, 1996, Thames and Hudson, London
- Siliotti, A. Guide to the Valley of the Kings and to the Theban Necropolises and Temples, 1996, A.A. Gaddis, Cairo

## وصلات خارجية
- مشروع تخطيط طيبة: مقبرة 3 - يضم وصفا وصورا وخرائط للمقبرة.